# Manuel Urbano Pérez Ortega
Manuel Urbano Pérez Ortega, cuyo nombre literario es Manuel Urbano (Jaén, 1940-2013) fue un poeta, ensayista y crítico literario español, además de columnista, flamencólogo, editor literario y gestor cultural. Perteneció al Instituto de Estudios Giennenses y a la Academia de Buenas Letras de Granada. Fue además miembro de la Asociación Internacional de Críticos de Arte y de la Asociación Andaluza de Críticos Literarios, así como de la Fundación Blas Infante y de la Cátedra de Flamencología de Jerez de la Frontera.
Ha sido director de la revista de flamenco Candil y de la de etnografía El toro de caña. Junto a colaboraciones en diversos libros, catálogos, revistas y prensa, ha publicado numerosos libros de temas de etnología, historia y literatura. Ha sido director del Área de Cultura de la Diputación Provincial de Jaén, del Museo de Artes y Costumbres Populares y el Internacional de arte naïf de la Diputación de Jaén. Dirigió junto con Antonio Hernández la colección madrileña de poesía Pliegos del Sur; fue redactor de Metaphora, revista de poesía concreta. Dirigió la Colección de Antologías del Instituto de Estudios Giennenses y, en su día, estuvo al frente de las colecciones de libros de poesía "Cuadernos de Aixa" y de "Jándula". Fue uno de los grandes eruditos en temas relativos a la cultura andaluza y, en particular, a la desarrollada en la provincia de Jaén. Yo soy español

## Obra literaria
Ha publicado los libros de poesía Anillo a dos (1972), Presencia y ausencias (1978), Pre-textos (1979), Grabado en la memoria (1980), Horno negro (1998), Paseos en Jaén (2001) y Camino de la nieve (2007). En prosa ha publicado Fuera de quicio (1990), una selección de sus columnas periodísticas. Es su poesía un festín verbal con notas barrocas y profundidad meditativa, fruto de una necesidad expresiva y verdad vital que, con «un dejo de tradición incorporado –como dice Antonio Hernández– en cuanto ésta se hace placenta de vanguardias», se llena de rastros de humana melancolía, buscando la final salvación por el arte. Su Camino de la nieve, por ejemplo, es un crisol poético donde arden los crepúsculos, las tardes del otoño y la oquedad de noviembre, una música violeta, ciertas preguntas con respuesta, el vuelo inmóvil de las horas, la profundidad oceánica del espejo, las hojas y el óxido de su cobre como harapos de ternura. Se trata de un libro donde se mira fijamente la desnudez del tiempo.

## Estudios literarios
Entre sus estudios literarios se encuentran Andalucía en el testimonio de sus poetas (1976), Antología consultada de la nueva poesía andaluza (1980), Zabaleta y la poesía (1980), El cante jondo en Antonio Machado (1982), Rafael Porlán: Prosa y verso (1983), Bodas de hierro con la sangre. Antología poética, parcial, de José Luis Núñez (1990), Antología poética de Bernardo López (1991), En la voz el ala. Antología poética de Juan Martínez de Úbeda (1994), La hondura de un antiflamenco: Eugenio Noel (1995), Coplas aceituneras (1997), José Almendros Camps, el poeta jaenés del novecientos (1998), Sal gorda. Cantares picantes del folklore español (Hiperión, 1999), Del Guadalquivir al Tormes: Antología poética de Rafael Láinez Alcalá (2001), El juego de la flor. La poesía de Juan Martínez de Úbeda (2003), El gorro frigio. Del poeta José Jurado de la Parra (2005) y La huella de viajero: los senderos poéticos de José Ortiz de Pinedo (2007). Su último libro es Costumbristas giennenses. Estudio y antología (2008). 

## Estudios de etnografía y flamenco
Sus publicaciones de etnografía y flamenco son, además de numerosas, una aportación importante al saber, sobresaliendo Flamenco y política (1980), Grandeza y servidumbre del cante giennense (1982), Taranta (1991), Viaje por la mesa del Alto Guadalquivir (1993), Campanas y cohetes, calendario popular de fiestas populares (1996), Hay quien dice de Jaén (2000) y Del tiempo detenido, la fotografía etnográfica del Dr. Cerdá y Rico (2001). En esta faceta. descubrimos los frutos de sus estudios etnográficos muy especialmente sobre la Alta Andalucía, auténticos registros de plurales formas de cultura popular que van desde el cante y las costumbres de la mesa a la fotografía etnográfica y desde las fiestas populares a, como en Hay quien dice de Jaén, un diccionario jaenés de la memoria, diccionario que guarda para la conciencia lingüística el tesoro de un sinfín de expresiones y, como dice Quevedo, "vulgaridades rústicas", además de refranes, adagios y otros dichos.  

## Ediciones
Además del libro de arte Registro de memorias (2002), cuenta con las siguientes ediciones de libros éditos y, en no pocas ocasiones, inéditos: Colección de las mejores coplas que se han compuesto... de Don Preciso (1982), De la solera fina, de Antonio Alcalá Venceslada (1982), Del corazón de mi tierra, de Alfredo Cazabán (1989), El ajusticiado, de José Toral (1990), Cuentos del cielo, de José Toral (1991), Siete sonetos y un romance inédito de Rafael Porlán (1992), La buena simiente, de Antonio Alcalá Venceslada (1993), El destino de Lázaro, de Manuel Andújar (1994), El vencido, de Manuel Andújar (1995), Cuentos de la Villa, de Juan Antonio de Viedma (1996), El sitio de Manila, de Juan y José Toral (1998), Memorial de los Santos que reciben indebido culto..., de José Martínez de Mazas (2001), Viejo Jaén. Coplas del Día, de Alfredo Cazabán (2004), Un paseo a la patria de Don Quijote, de José Giménez-Serrano (2005) y El peregrino de Tíscar, de Rafael Láinez Alcalá (2007).

## Sobre sus ediciones, estudios literarios, etnoliterarios e históricos
Sobre las ediciones y los estudios literarios, etnoliterarios e históricos, destacan sus recuperaciones, así ocurre en el libro Sal gorda, de coplas obscenas de la tradición oral. Importantes resultan también sus aportaciones al estudio de la poesía andaluza, tanto generales como particulares. Entre las primeras sobresalen las tituladas Andalucía en el testimonio de sus poetas y Antología consultada de la nueva poesía andaluza. Entre las aportaciones sobre autores cabe recordar sus libros sobre Bernardo López, José Jurado de la Parra, Eugenio Noel, Antonio Machado, José Almedros, Rafael Laínez Alcalá, discípulo de Machado en Baeza, Rafael Porlán, Juan Martínez de Úbeda y, entre otros, José Ortiz de Pinedo. También, las numerosas recuperaciones a través de unas muy cuidadas ediciones de sus obras de Antonio Alcalá Venceslada, Alfredo Cazabán, José Toral, Laínez Alcalá y, entre otros muchos, Manuel Andújar, escritor al que le unió una gran amistad. 